# Liste der denkmalgeschützten Objekte in Spišské Podhradie
Die Liste der denkmalgeschützten Objekte in Spišské Podhradie enthält die 145 nach slowakischen Denkmalschutzvorschriften geschützten Objekte in der Gemeinde Spišské Podhradie im Okres Levoča.

## Denkmäler
| Foto |                 | Denkmal / č. ÚZPF                                             | Standort / Konskr. Nr.                                              | Offizielle Beschreibung                                     | Beschreibung                                                  | Metadaten                                                         |
| ---- | --------------- | ------------------------------------------------------------- | ------------------------------------------------------------------- | ----------------------------------------------------------- | ------------------------------------------------------------- | ----------------------------------------------------------------- |
| ja   | Datei hochladen | hölzerner Glockenturm(sk) ObjektID: 704-11445/0               | 41 Standort KG: Katúň Konskr.Nr.: 41                                | drevená; zvonička                                           |                                                               | č. NKP: 704-11445/0 Stand des NKP: Name: ZVONICA DREVENÁ          |
| ja   | Datei hochladen | Kapelle(sk) ObjektID: 704-794/0                               | Standort KG: Spišské Podhradie Konskr.Nr.:                          | r.k.sv.Rozálie                                              | römisch-katholische Kapelle St. Rosalia                       | č. NKP: 704-794/0 Stand des NKP: Name: KAPLNKA                    |
| ja   | Datei hochladen | Kapelle(sk) ObjektID: 704-12017/0                             | Standort KG: Spišské Podhradie Konskr.Nr.:                          | r.k.sv.Františka Xaverského - pútnická kaplnka sv.Františka |                                                               | č. NKP: 704-12017/0 Stand des NKP: 2016-05-05 Name: KAPLNKA       |
| BW   | Datei hochladen | jüdischer Friedhof(sk) ObjektID: 704-11307/0                  | Standort KG: Spišské Podhradie Konskr.Nr.:                          | cca 250 náhrobníkov                                         | ca. 250 Gräber                                                | č. NKP: 704-11307/0 Stand des NKP: Name: CINTORÍN ŽIDOVSKÝ        |
| ja   | Datei hochladen | Kapelle(sk) ObjektID: 704-796/0                               | 664 Standort KG: Spišské Podhradie Konskr.Nr.: 664                  | r.k.sv.Kríža; Pútnická kaplnka                              | römisch-katholische Kapelle heiliges Kreuz, Wallfahrtskapelle | č. NKP: 704-796/0 Stand des NKP: Name: KAPLNKA                    |
| ja   | Datei hochladen | Kapelle(sk) ObjektID: 704-795/0                               | 665 Standort KG: Spišské Podhradie Konskr.Nr.: 665                  | r.k.sv.Jána Nepomuckého                                     | römisch-katholische Kapelle St. Johannes Nepomuk              | č. NKP: 704-795/0 Stand des NKP: Name: KAPLNKA                    |
| BW   | Datei hochladen | Bürgerhaus(sk) ObjektID: 704-718/0                            | Galova ul. 6 Standort KG: Spišské Podhradie Konskr.Nr.: 109         | priechodový,radový                                          | Reihenhaus, Passage                                           | č. NKP: 704-718/0 Stand des NKP: Name: DOM MEŠTIANSKY             |
| BW   | Datei hochladen | Bürgerhaus(sk) ObjektID: 704-717/0                            | Galova ul. 7 Standort KG: Spišské Podhradie Konskr.Nr.: 110         | prejazdový,radový                                           | Reihenhaus, Passage                                           | č. NKP: 704-717/0 Stand des NKP: Name: DOM MEŠTIANSKY             |
| BW   | Datei hochladen | Gebäude in regionaltypischem Baustil(sk) ObjektID: 704-719/0  | Galova ul. 68 Standort KG: Spišské Podhradie Konskr.Nr.: 186        | prejazdový,radový                                           | Reihenhaus, Passage                                           | č. NKP: 704-719/0 Stand des NKP: Name: DOM ĽUDOVÝ                 |
| ja   | Datei hochladen | Bürgerhaus(sk) ObjektID: 704-720/0                            | Galova ul. 77 Standort KG: Spišské Podhradie Konskr.Nr.: 195        | prejazdový,radový                                           | Reihenhaus, Passage                                           | č. NKP: 704-720/0 Stand des NKP: Name: DOM MEŠTIANSKY             |
| BW   | Datei hochladen | Bürgerhaus(sk) ObjektID: 704-721/0                            | Galova ul. 79 Standort KG: Spišské Podhradie Konskr.Nr.: 197        | prejazdový,radový                                           | Reihenhaus, Passage                                           | č. NKP: 704-721/0 Stand des NKP: Name: DOM MEŠTIANSKY             |
| ja   | Datei hochladen | Bürgerhaus(sk) ObjektID: 704-722/0                            | Galova ul. 80 KG: Spišské Podhradie Konskr.Nr.: 198                 | prejazdový,nárožný                                          | Reihenhaus, Passage                                           | č. NKP: 704-722/0 Stand des NKP: Name: DOM MEŠTIANSKY             |
| ja   | Datei hochladen | Kloster der Barmherzigen Brüder(sk) ObjektID: 704-768/1       | Hviezdoslavova ul. 1 Standort KG: Spišské Podhradie Konskr.Nr.: 1   | milosrdných bratov                                          | Barmherzige Brüder                                            | č. NKP: 704-768/1 Stand des NKP: Name: KLÁŠTOR MILOSRDNÝCH        |
| ja   | Datei hochladen | Kirche(sk) ObjektID: 704-768/2                                | Hviezdoslavova ul. 1 Standort KG: Spišské Podhradie Konskr.Nr.: 1   | r.k.sv.Jána z Boha; milosrdných bratov                      | römisch-katholische Kirche St. Johannes, Barmherzige Brüder   | č. NKP: 704-768/2 Stand des NKP: Name: KOSTOL                     |
| BW   | Datei hochladen | Bürgerhaus(sk) ObjektID: 704-768/3                            | Hviezdoslavova ul. 1 Standort KG: Spišské Podhradie Konskr.Nr.: 1   | milosrdní bratia                                            | Barmherzige Brüder                                            | č. NKP: 704-768/3 Stand des NKP: Name: DOM MEŠTIANSKY             |
| BW   | Datei hochladen | Bürgerhaus(sk) ObjektID: 704-768/4                            | Hviezdoslavova ul. 2 Standort KG: Spišské Podhradie Konskr.Nr.: 2   | milosrdní bratia                                            | Barmherzige Brüder                                            | č. NKP: 704-768/4 Stand des NKP: Name: DOM MEŠTIANSKY             |
| ja   | Datei hochladen | Bürgerhaus(sk) ObjektID: 704-768/5                            | Hviezdoslavova ul. 2 Standort KG: Spišské Podhradie Konskr.Nr.: 2   | milosrdní bratia                                            | Barmherzige Brüder                                            | č. NKP: 704-768/5 Stand des NKP: Name: DOM MEŠTIANSKY             |
|      | Datei hochladen | Bürgerhaus(sk) ObjektID: 704-712/0                            | Hviezdoslavova ul. 3 KG: Spišské Podhradie Konskr.Nr.: 3            | prejazdový,nárožný                                          | Eckhaus, Passage                                              | č. NKP: 704-712/0 Stand des NKP: Name: DOM MEŠTIANSKY             |
| BW   | Datei hochladen | Bürgerhaus(sk) ObjektID: 704-713/0                            | Hviezdoslavova ul. 70 Standort KG: Spišské Podhradie Konskr.Nr.: 90 | prejazdový,nárožný                                          | Eckhaus, Passage                                              | č. NKP: 704-713/0 Stand des NKP: Name: DOM MEŠTIANSKY             |
| BW   | Datei hochladen | Bürgerhaus(sk) ObjektID: 704-10758/0                          | Hviezdoslavova ul. 74 Standort KG: Spišské Podhradie Konskr.Nr.: 94 | prejazdový,radový; dom rabína Gustáva Walda                 | Reihenhaus, Passage, Haus Rabbi Gustav Walda                  | č. NKP: 704-10758/0 Stand des NKP: Name: DOM MEŠTIANSKY           |
|      | Datei hochladen | Kraftwerk(sk) ObjektID: 704-4452/0                            | Kúpeľná ul. 41 KG: Spišské Podhradie Konskr.Nr.: 992                | mlyn s funkčným zariadením                                  | mit funktionierendem Gerät                                    | č. NKP: 704-4452/0 Stand des NKP: Name: MLYN ELEKTRICKÝ           |
| BW   | Datei hochladen | Bürgerhaus(sk) ObjektID: 704-764/0                            | Levočská cesta 9 Standort KG: Spišské Podhradie Konskr.Nr.: 651     |                                                             |                                                               | č. NKP: 704-764/0 Stand des NKP: Name: DOM MEŠTIANSKY             |
| ja   | Datei hochladen | Säulenarchitektur(sk) ObjektID: 704-769/1                     | Mariánske nám. Standort KG: Spišské Podhradie Konskr.Nr.:           | Mariánsky stĺp                                              | Mariensäule                                                   | č. NKP: 704-769/1 Stand des NKP: Name: PILIER S ARCHITEKTÚROU     |
| ja   | Datei hochladen | Statue(sk) ObjektID: 704-769/2                                | Mariánske nám. Standort KG: Spišské Podhradie Konskr.Nr.:           | Panna Mária-Immaculata; Nepoškvrnená Panna Mária            | unbefleckte Jungfrau Maria                                    | č. NKP: 704-769/2 Stand des NKP: Name: SOCHA                      |
| BW   | Datei hochladen | Bürgerhaus(sk) ObjektID: 704-10750/0                          | Mariánske nám. 3 Standort KG: Spišské Podhradie Konskr.Nr.: 366     | prejazdový,radový                                           | Reihenhaus, Passage                                           | č. NKP: 704-10750/0 Stand des NKP: Name: DOM MEŠTIANSKY           |
| ja   | Datei hochladen | Bürgerhaus(sk) ObjektID: 704-10895/0                          | Mariánske nám. 4 Standort KG: Spišské Podhradie Konskr.Nr.: 367     | prejazdový,radový                                           | Reihenhaus, Passage                                           | č. NKP: 704-10895/0 Stand des NKP: Name: DOM MEŠTIANSKY           |
| BW   | Datei hochladen | Bürgerhaus(sk) ObjektID: 704-744/0                            | Mariánske nám. 5 Standort KG: Spišské Podhradie Konskr.Nr.: 368     | prejazdový,radový                                           | Reihenhaus, Passage                                           | č. NKP: 704-744/0 Stand des NKP: Name: DOM MEŠTIANSKY             |
| ja   | Datei hochladen | Bürgerhaus(sk) ObjektID: 704-765/0                            | Mariánske nám. 6 Standort KG: Spišské Podhradie Konskr.Nr.: 369     | sieňový,radový; stará radnica                               | Reihenhaus, Vorhof, altes Rathaus                             | č. NKP: 704-765/0 Stand des NKP: Name: DOM MEŠTIANSKY             |
| ja   | Datei hochladen | Bürgerhaus(sk) ObjektID: 704-10896/0                          | Mariánske nám. 7 Standort KG: Spišské Podhradie Konskr.Nr.: 370     | prejazdový,radový                                           | Reihenhaus, Passage                                           | č. NKP: 704-10896/0 Stand des NKP: Name: DOM MEŠTIANSKY           |
| BW   | Datei hochladen | Bürgerhaus(sk) ObjektID: 704-11687/0                          | Mariánske nám. 9 Standort KG: Spišské Podhradie Konskr.Nr.: 372     | prejazdový,radový                                           | Reihenhaus, Passage                                           | č. NKP: 704-11687/0 Stand des NKP: Name: DOM MEŠTIANSKY           |
| ja   | Datei hochladen | Bürgerhaus(sk) ObjektID: 704-745/0                            | Mariánske nám. 10 Standort KG: Spišské Podhradie Konskr.Nr.: 373    | prejazdový,radový                                           | Reihenhaus, Passage                                           | č. NKP: 704-745/0 Stand des NKP: Name: DOM MEŠTIANSKY             |
| BW   | Datei hochladen | Bürgerhaus(sk) ObjektID: 704-746/0                            | Mariánske nám. 11 Standort KG: Spišské Podhradie Konskr.Nr.: 374    | prejazdový,radový                                           | Reihenhaus, Passage                                           | č. NKP: 704-746/0 Stand des NKP: Name: DOM MEŠTIANSKY             |
| ja   | Datei hochladen | Bürgerhaus(sk) ObjektID: 704-11353/0                          | Mariánske nám. 12 Standort KG: Spišské Podhradie Konskr.Nr.: 375    | prejazdový,radový                                           | Reihenhaus, Passage                                           | č. NKP: 704-11353/0 Stand des NKP: Name: DOM MEŠTIANSKY           |
| BW   | Datei hochladen | Bürgerhaus(sk) ObjektID: 704-747/0                            | Mariánske nám. 16 Standort KG: Spišské Podhradie Konskr.Nr.: 379    | prejazdový,radový                                           | Reihenhaus, Passage                                           | č. NKP: 704-747/0 Stand des NKP: Name: DOM MEŠTIANSKY             |
| BW   | Datei hochladen | Bürgerhaus(sk) ObjektID: 704-748/0                            | Mariánske nám. 18 Standort KG: Spišské Podhradie Konskr.Nr.: 381    | radový                                                      | Reihenhaus                                                    | č. NKP: 704-748/0 Stand des NKP: Name: DOM MEŠTIANSKY             |
| ja   | Datei hochladen | Schule(sk) ObjektID: 704-753/0                                | Mariánske nám. 22 Standort KG: Spišské Podhradie Konskr.Nr.: 547    | prejazdová,radová; býv.ev.a.v.fara a ľudová škola           | Reihenhaus, Passage, ehem. evangelische Pfarrei und Gymnasium | č. NKP: 704-753/0 Stand des NKP: Name: ŠKOLA                      |
| BW   | Datei hochladen | Handwerkerhaus(sk) ObjektID: 704-754/0                        | Mariánske nám. 24 Standort KG: Spišské Podhradie Konskr.Nr.: 549    | radový,s dufartom                                           | Reihenhaus                                                    | č. NKP: 704-754/0 Stand des NKP: Name: DOM REMESELNÍCKY           |
| ja   | Datei hochladen | Handwerkerhaus(sk) ObjektID: 704-3872/0                       | Mariánske nám. 25 Standort KG: Spišské Podhradie Konskr.Nr.: 550    | radový,s dufartom; dom s výškou v dvorovej č.               | Reihenhaus                                                    | č. NKP: 704-3872/0 Stand des NKP: Name: DOM REMESELNÍCKY          |
| BW   | Datei hochladen | Handwerkerhaus(sk) ObjektID: 704-3873/0                       | Mariánske nám. 26 Standort KG: Spišské Podhradie Konskr.Nr.: 551    | radový,s dufartom                                           | Reihenhaus                                                    | č. NKP: 704-3873/0 Stand des NKP: Name: DOM REMESELNÍCKY          |
| BW   | Datei hochladen | Handwerkerhaus(sk) ObjektID: 704-3874/0                       | Mariánske nám. 27 Standort KG: Spišské Podhradie Konskr.Nr.: 552    | radový,s dufartom                                           | Reihenhaus                                                    | č. NKP: 704-3874/0 Stand des NKP: Name: DOM REMESELNÍCKY          |
| BW   | Datei hochladen | Handwerkerhaus(sk) ObjektID: 704-3875/0                       | Mariánske nám. 28 Standort KG: Spišské Podhradie Konskr.Nr.: 553    | radový,s dufartom                                           | Reihenhaus                                                    | č. NKP: 704-3875/0 Stand des NKP: Name: DOM REMESELNÍCKY          |
| ja   | Datei hochladen | Handwerkerhaus(sk) ObjektID: 704-3876/0                       | Mariánske nám. 29 Standort KG: Spišské Podhradie Konskr.Nr.: 554    | nárožný; pôvodne dom s dufartom                             | Eckhaus                                                       | č. NKP: 704-3876/0 Stand des NKP: Name: DOM REMESELNÍCKY          |
| ja   | Datei hochladen | Kirche(sk) ObjektID: 704-766/0                                | Mariánske nám. 31 Standort KG: Spišské Podhradie Konskr.Nr.: 556    | ev.a.v.; evanjelický filiálny kostol                        | evangelische Filialkirche                                     | č. NKP: 704-766/0 Stand des NKP: Name: KOSTOL                     |
| BW   | Datei hochladen | Bürgerhaus(sk) ObjektID: 704-10751/0                          | Mariánske nám. 33 Standort KG: Spišské Podhradie Konskr.Nr.: 558    | prejazdový,radový                                           | Reihenhaus, Passage                                           | č. NKP: 704-10751/0 Stand des NKP: Name: DOM MEŠTIANSKY           |
| BW   | Datei hochladen | Bürgerhaus(sk) ObjektID: 704-10897/0                          | Mariánske nám. 34 Standort KG: Spišské Podhradie Konskr.Nr.: 559    | prejazdový,radový                                           | Reihenhaus, Passage                                           | č. NKP: 704-10897/0 Stand des NKP: Name: DOM MEŠTIANSKY           |
| BW   | Datei hochladen | Bürgerhaus(sk) ObjektID: 704-756/0                            | Mariánske nám. 35 Standort KG: Spišské Podhradie Konskr.Nr.: 560    | prejazdový,radový                                           | Reihenhaus, Passage, Stadtbibliothek                          | č. NKP: 704-756/0 Stand des NKP: Name: DOM MEŠTIANSKY             |
| BW   | Datei hochladen | Bürgerhaus(sk) ObjektID: 704-11567/1                          | Mariánske nám. 36 Standort KG: Spišské Podhradie Konskr.Nr.: 561    | priechodový,nárožný; bývalé 1.kino Baldinger                | Eckhaus, Passage, ehem. 1. Kino Baldinger                     | č. NKP: 704-11567/1 Stand des NKP: Name: DOM MEŠTIANSKY           |
| BW   | Datei hochladen | Bürgerhaus(sk) ObjektID: 704-714/0                            | Palešovo nám. 1 Standort KG: Spišské Podhradie Konskr.Nr.: 98       | priechodový,nárožný                                         | Eckhaus, Passage                                              | č. NKP: 704-714/0 Stand des NKP: Name: DOM MEŠTIANSKY             |
| BW   | Datei hochladen | Bürgerhaus(sk) ObjektID: 704-715/0                            | Palešovo nám. 2 Standort KG: Spišské Podhradie Konskr.Nr.: 99       | priechodový,radový                                          | Reihenhaus, Passage                                           | č. NKP: 704-715/0 Stand des NKP: Name: DOM MEŠTIANSKY             |
| BW   | Datei hochladen | Bürgerhaus(sk) ObjektID: 704-716/0                            | Palešovo nám. 3 Standort KG: Spišské Podhradie Konskr.Nr.: 100      | priechodový,nárožný                                         | Eckhaus, Passage                                              | č. NKP: 704-716/0 Stand des NKP: Name: DOM MEŠTIANSKY             |
| ja   | Datei hochladen | Kirche(sk) ObjektID: 704-767/0                                | Palešovo nám. 5 Standort KG: Spišské Podhradie Konskr.Nr.: 102      | r.k.Narodenia P.M.; farský kostol                           | römisch-katholische Pfarrkirche Mariä Geburt                  | č. NKP: 704-767/0 Stand des NKP: Name: KOSTOL                     |
| BW   | Datei hochladen | Pfarrhof 1(sk) ObjektID: 704-10752/1                          | Palešovo nám. 6 Standort KG: Spišské Podhradie Konskr.Nr.: 103      | prejazdový,solitér; r.k.fara                                | römisch-katholische Pfarrei                                   | č. NKP: 704-10752/1 Stand des NKP: Name: FARA I.                  |
|      | Datei hochladen | Pfarrhof 2(sk) ObjektID: 704-10752/2                          | Palešovo nám. 6 KG: Spišské Podhradie Konskr.Nr.: 103               | solitér; Stará fara                                         | alte Pfarrei                                                  | č. NKP: 704-10752/2 Stand des NKP: Name: FARA II.                 |
| ja   | Datei hochladen | Befestigungsmauern mit Toren(sk) ObjektID: 704-10752/3        | Palešovo nám. 6 KG: Spišské Podhradie Konskr.Nr.: 103               | murovaný                                                    |                                                               | č. NKP: 704-10752/3 Stand des NKP: Name: MÚR OHRADNÝ S BRÁNAMI    |
| ja   | Datei hochladen | Bürgerhaus(sk) ObjektID: 704-723/0                            | Palešovo nám. 8 Standort KG: Spišské Podhradie Konskr.Nr.: 200      | prejazdový,radový; škola                                    | Reihenhaus, Passage, alte Schule                              | č. NKP: 704-723/0 Stand des NKP: Name: DOM MEŠTIANSKY             |
| ja   | Datei hochladen | Volksschule(sk) ObjektID: 704-724/0                           | Palešovo nám. 9 Standort KG: Spišské Podhradie Konskr.Nr.: 201      | schodisková,radová                                          | Reihenhaus                                                    | č. NKP: 704-724/0 Stand des NKP: Name: ŠKOLA ZÁKLADNÁ             |
| BW   | Datei hochladen | Bürgerhaus(sk) ObjektID: 704-725/0                            | Palešovo nám. 10 Standort KG: Spišské Podhradie Konskr.Nr.: 202     | prejazdový,radový                                           | Reihenhaus, Passage                                           | č. NKP: 704-725/0 Stand des NKP: Name: DOM MEŠTIANSKY             |
| BW   | Datei hochladen | Bürgerhaus(sk) ObjektID: 704-10753/0                          | Palešovo nám. 11 Standort KG: Spišské Podhradie Konskr.Nr.: 203     | prejazdový,radový                                           | Reihenhaus, Passage                                           | č. NKP: 704-10753/0 Stand des NKP: Name: DOM MEŠTIANSKY           |
| BW   | Datei hochladen | Bürgerhaus(sk) ObjektID: 704-10754/0                          | Palešovo nám. 12 Standort KG: Spišské Podhradie Konskr.Nr.: 204     | prejazdový,radový                                           | Reihenhaus, Passage                                           | č. NKP: 704-10754/0 Stand des NKP: Name: DOM MEŠTIANSKY           |
| ja   | Datei hochladen | Bürgerhaus(sk) ObjektID: 704-726/0                            | Palešovo nám. 13 Standort KG: Spišské Podhradie Konskr.Nr.: 205     | prejazdový,radový                                           | Reihenhaus, Passage                                           | č. NKP: 704-726/0 Stand des NKP: Name: DOM MEŠTIANSKY             |
| ja   | Datei hochladen | Bürgerhaus(sk) ObjektID: 704-728/0                            | Palešovo nám. 18 Standort KG: Spišské Podhradie Konskr.Nr.: 210     | prejazdový,radový                                           | Reihenhaus, Passage                                           | č. NKP: 704-728/0 Stand des NKP: Name: DOM MEŠTIANSKY             |
| BW   | Datei hochladen | Bürgerhaus(sk) ObjektID: 704-729/0                            | Palešovo nám. 21 Standort KG: Spišské Podhradie Konskr.Nr.: 213     | prejazdový,radový                                           | Reihenhaus, Passage                                           | č. NKP: 704-729/0 Stand des NKP: Name: DOM MEŠTIANSKY             |
| BW   | Datei hochladen | Bürgerhaus(sk) ObjektID: 704-11682/0                          | Palešovo nám. 22 Standort KG: Spišské Podhradie Konskr.Nr.: 214     | prejazdový,radový                                           | Reihenhaus, Passage                                           | č. NKP: 704-11682/0 Stand des NKP: Name: DOM MEŠTIANSKY           |
| BW   | Datei hochladen | Bürgerhaus(sk) ObjektID: 704-730/0                            | Palešovo nám. 23 Standort KG: Spišské Podhradie Konskr.Nr.: 215     | prejazdový,radový                                           | Reihenhaus, Passage                                           | č. NKP: 704-730/0 Stand des NKP: Name: DOM MEŠTIANSKY             |
| BW   | Datei hochladen | Bürgerhaus(sk) ObjektID: 704-731/0                            | Palešovo nám. 24 Standort KG: Spišské Podhradie Konskr.Nr.: 216     | prejazdový,radový                                           | Reihenhaus, Passage                                           | č. NKP: 704-731/0 Stand des NKP: Name: DOM MEŠTIANSKY             |
| BW   | Datei hochladen | Bürgerhaus(sk) ObjektID: 704-732/0                            | Palešovo nám. 25 Standort KG: Spišské Podhradie Konskr.Nr.: 217     | prejazdový,radový                                           | Reihenhaus, Passage                                           | č. NKP: 704-732/0 Stand des NKP: Name: DOM MEŠTIANSKY             |
| BW   | Datei hochladen | Bürgerhaus(sk) ObjektID: 704-733/0                            | Palešovo nám. 26 Standort KG: Spišské Podhradie Konskr.Nr.: 218     | prejazdový,radový                                           | Reihenhaus, Passage                                           | č. NKP: 704-733/0 Stand des NKP: Name: DOM MEŠTIANSKY             |
| BW   | Datei hochladen | Bürgerhaus(sk) ObjektID: 704-734/0                            | Palešovo nám. 27 Standort KG: Spišské Podhradie Konskr.Nr.: 219     | prejazdový,nárožný                                          | Eckhaus, Passage                                              | č. NKP: 704-734/0 Stand des NKP: Name: DOM MEŠTIANSKY             |
| BW   | Datei hochladen | Bürgerhaus(sk) ObjektID: 704-738/0                            | Palešovo nám. 29 Standort KG: Spišské Podhradie Konskr.Nr.: 344     | prejazdový,radový                                           | Reihenhaus, Passage                                           | č. NKP: 704-738/0 Stand des NKP: Name: DOM MEŠTIANSKY             |
| ja   | Datei hochladen | Bürgerhaus(sk) ObjektID: 704-11620/0                          | Palešovo nám. 30 Standort KG: Spišské Podhradie Konskr.Nr.: 345     | prejazdový,radový                                           | Reihenhaus, Passage                                           | č. NKP: 704-11620/0 Stand des NKP: Name: DOM MEŠTIANSKY           |
| ja   | Datei hochladen | Bürgerhaus(sk) ObjektID: 704-740/0                            | Palešovo nám. 34 Standort KG: Spišské Podhradie Konskr.Nr.: 349     | sieňový+prejazdový,radový                                   | Reihenhaus, Passage, Vorhof                                   | č. NKP: 704-740/0 Stand des NKP: Name: DOM MEŠTIANSKY             |
| ja   | Datei hochladen | Bürgerhaus(sk) ObjektID: 704-741/0                            | Palešovo nám. 35 Standort KG: Spišské Podhradie Konskr.Nr.: 350     | prejazdový,radový; Združena,v.d.                            | Reihenhaus, Passage                                           | č. NKP: 704-741/0 Stand des NKP: Name: DOM MEŠTIANSKY             |
| ja   | Datei hochladen | Bürgerhaus(sk) ObjektID: 704-10891/0                          | Palešovo nám. 38 Standort KG: Spišské Podhradie Konskr.Nr.: 353     | priechodový,radový                                          | Reihenhaus, Passage                                           | č. NKP: 704-10891/0 Stand des NKP: Name: DOM MEŠTIANSKY           |
| ja   | Datei hochladen | Bürgerhaus(sk) ObjektID: 704-10892/0                          | Palešovo nám. 39 Standort KG: Spišské Podhradie Konskr.Nr.: 354     | prejazdový,radový                                           | Reihenhaus, Passage                                           | č. NKP: 704-10892/0 Stand des NKP: Name: DOM MEŠTIANSKY           |
| ja   | Datei hochladen | Bürgerhaus(sk) ObjektID: 704-10893/1                          | Palešovo nám. 42 Standort KG: Spišské Podhradie Konskr.Nr.: 357     | prejazdový,radový                                           | Reihenhaus, Passage                                           | č. NKP: 704-10893/1 Stand des NKP: Name: DOM MEŠTIANSKY           |
| BW   | Datei hochladen | Räucherei(sk) ObjektID: 704-10893/2                           | Palešovo nám. 42 Standort KG: Spišské Podhradie Konskr.Nr.: 357     | udiareň mäsa                                                | Fleischräucherei                                              | č. NKP: 704-10893/2 Stand des NKP: Name: UDIAREŇ                  |
| BW   | Datei hochladen | Wirtschaftsgebäude(sk) ObjektID: 704-10893/3                  | Palešovo nám. 42 Standort KG: Spišské Podhradie Konskr.Nr.: 357     | tehla,kameň,drevo; dielňa+maštaľ+chliev+dreváreň            | Werkstatt und Stall                                           | č. NKP: 704-10893/3 Stand des NKP: Name: STAVBA HOSPODÁRSKA       |
| BW   | Datei hochladen | Scheune(sk) ObjektID: 704-10893/4                             | Palešovo nám. 42 Standort KG: Spišské Podhradie Konskr.Nr.: 357     | murovaná-kameň,tehla                                        | Ziegel, Stein                                                 | č. NKP: 704-10893/4 Stand des NKP: Name: STODOLA                  |
| ja   | Datei hochladen | Bürgerhaus(sk) ObjektID: 704-11556/0                          | Palešovo nám. 43 Standort KG: Spišské Podhradie Konskr.Nr.: 358     | prejazdový,radový; Varšániovec                              | Reihenhaus, Passage                                           | č. NKP: 704-11556/0 Stand des NKP: Name: DOM MEŠTIANSKY           |
| BW   | Datei hochladen | Bürgerhaus(sk) ObjektID: 704-742/0                            | Palešovo nám. 44 Standort KG: Spišské Podhradie Konskr.Nr.: 359     | prejazdový,radový; dom s pavlačou                           | Reihenhaus, Passage                                           | č. NKP: 704-742/0 Stand des NKP: Name: DOM MEŠTIANSKY             |
| ja   | Datei hochladen | Bürgerhaus mit Werkstatt(sk) ObjektID: 704-743/0              | Palešovo nám. 45 Standort KG: Spišské Podhradie Konskr.Nr.: 360     | prejazdový,radový; dom s modrotlačiarskou dielňou           | Reihenhaus, Passage                                           | č. NKP: 704-743/0 Stand des NKP: Name: DOM MEŠTIANSKY S DIELŇOU   |
| ja   | Datei hochladen | Bürgerhaus(sk) ObjektID: 704-11551/0                          | Palešovo nám. 46 Standort KG: Spišské Podhradie Konskr.Nr.: 361     | prejazdový,radový                                           | Reihenhaus, Passage                                           | č. NKP: 704-11551/0 Stand des NKP: Name: DOM MEŠTIANSKY           |
| ja   | Datei hochladen | Bürgerhaus(sk) ObjektID: 704-10894/0                          | Palešovo nám. 47 Standort KG: Spišské Podhradie Konskr.Nr.: 362     | prejazdový,radový                                           | Reihenhaus, Passage                                           | č. NKP: 704-10894/0 Stand des NKP: Name: DOM MEŠTIANSKY           |
| BW   | Datei hochladen | Bürgerhaus(sk) ObjektID: 704-10755/0                          | Palešovo nám. 50 Standort KG: Spišské Podhradie Konskr.Nr.: 365     | nárožný; Hotel Spiš                                         | Eckhaus, Hotel Spiš                                           | č. NKP: 704-10755/0 Stand des NKP: Name: DOM MEŠTIANSKY           |
| ja   | Datei hochladen | Bürgerhaus(sk) ObjektID: 704-735/0                            | Prešovská ul. 2 Standort KG: Spišské Podhradie Konskr.Nr.: 267      | prejazdový,radový                                           | Reihenhaus, Passage                                           | č. NKP: 704-735/0 Stand des NKP: Name: DOM MEŠTIANSKY             |
| ja   | Datei hochladen | Bürgerhaus(sk) ObjektID: 704-736/0                            | Prešovská ul. 18 Standort KG: Spišské Podhradie Konskr.Nr.: 283     | prejazdový,radový                                           | Reihenhaus, Passage                                           | č. NKP: 704-736/0 Stand des NKP: Name: DOM MEŠTIANSKY             |
| ja   | Datei hochladen | Gebäude in regionaltypischem Baustil(sk) ObjektID: 704-737/0  | Prešovská ul. 58 Standort KG: Spišské Podhradie Konskr.Nr.: 335     | prejazdový,radový                                           | Reihenhaus, Passage                                           | č. NKP: 704-737/0 Stand des NKP: Name: DOM ĽUDOVÝ                 |
| ja   | Datei hochladen | Weinlager(sk) ObjektID: 704-11036/0                           | Prešovská ul. 61 Standort KG: Spišské Podhradie Konskr.Nr.: 958     |                                                             |                                                               | č. NKP: 704-11036/0 Stand des NKP: Name: SKLAD VÍNA               |
| ja   | Datei hochladen | Statue auf Sockel(sk) ObjektID: 704-797/1                     | Spišská Kapitula Standort KG: Spišské Podhradie Konskr.Nr.:         | valcový                                                     | zylindrische Säule                                            | č. NKP: 704-797/1 Stand des NKP: Name: STĹP S PODSTAVCOM          |
|      | Datei hochladen | Statue(sk) ObjektID: 704-797/2                                | Spišská Kapitula KG: Spišské Podhradie Konskr.Nr.:                  | sv.Ján Nepomucký; originál sochy v seminári                 | St. Johannes Nepomuk; Originalskulptur im Priesterseminar     | č. NKP: 704-797/2 Stand des NKP: Name: SOCHA                      |
| ja   | Datei hochladen | Statue(sk) ObjektID: 704-797/3                                | Spišská Kapitula Standort KG: Spišské Podhradie Konskr.Nr.:         | sv.Ján Nepomucký                                            | St. Johannes Nepomuk                                          | č. NKP: 704-797/3 Stand des NKP: Name: SOCHA-KÓPIA                |
| ja   | Datei hochladen | KANÓNIA ObjektID: 704-781/1                                   | Spišská Kapitula 2 KG: Spišské Podhradie Konskr.Nr.: 654            | sieňová,radová                                              | Reihenhaus, Vorhof                                            | č. NKP: 704-781/1 Stand des NKP: Name: KANÓNIA                    |
|      | Datei hochladen | Befestigungsmauern mit Toren(sk) ObjektID: 704-781/2          | Spišská Kapitula 2 KG: Spišské Podhradie Konskr.Nr.: 654            | murovaný                                                    |                                                               | č. NKP: 704-781/2 Stand des NKP: Name: MÚR OHRADNÝ S BRÁNAMI      |
| ja   | Datei hochladen | KANÓNIA ObjektID: 704-780/1                                   | Spišská Kapitula 3 KG: Spišské Podhradie Konskr.Nr.: 655            | sieňová,radová; kňažský domov                               | Reihenhaus, Vorhof, Priesterhaus                              | č. NKP: 704-780/1 Stand des NKP: Name: KANÓNIA                    |
|      | Datei hochladen | Wirtschaftsgebäude(sk) ObjektID: 704-780/2                    | Spišská Kapitula 3 KG: Spišské Podhradie Konskr.Nr.: 655            | murovaná                                                    |                                                               | č. NKP: 704-780/2 Stand des NKP: Name: STAVBA HOSPODÁRSKA         |
| ja   | Datei hochladen | Befestigungsmauern mit Toren(sk) ObjektID: 704-780/3          | Spišská Kapitula 3 KG: Spišské Podhradie Konskr.Nr.: 655            | murovaný                                                    |                                                               | č. NKP: 704-780/3 Stand des NKP: Name: MÚR OHRADNÝ S BRÁNAMI      |
| ja   | Datei hochladen | Statue(sk) ObjektID: 704-780/4                                | Spišská Kapitula 3 KG: Spišské Podhradie Konskr.Nr.: 655            | Panna Mária s dieťaťom; Madona                              | Maria mit Kind                                                | č. NKP: 704-780/4 Stand des NKP: Name: SOCHA-VSA                  |
|      | Datei hochladen | Statue(sk) ObjektID: 704-780/5                                | Spišská Kapitula 3 KG: Spišské Podhradie Konskr.Nr.: 655            | sediaci lev                                                 | sitzender Löwe                                                | č. NKP: 704-780/5 Stand des NKP: Name: SOCHA-VSA                  |
|      | Datei hochladen | Statue(sk) ObjektID: 704-780/6                                | Spišská Kapitula 3 KG: Spišské Podhradie Konskr.Nr.: 655            | sediaci lev                                                 | sitzender Löwe                                                | č. NKP: 704-780/6 Stand des NKP: Name: SOCHA-VSA                  |
|      | Datei hochladen | KANÓNIA ObjektID: 704-779/0                                   | Spišská Kapitula 4 KG: Spišské Podhradie Konskr.Nr.: 656            | prejazdová,radová; kňažský domov                            | Reihenhaus, Passage, Priesterhaus                             | č. NKP: 704-779/0 Stand des NKP: Name: KANÓNIA                    |
|      | Datei hochladen | KANÓNIA ObjektID: 704-778/1                                   | Spišská Kapitula 5 KG: Spišské Podhradie Konskr.Nr.: 657            | sieňová,radová                                              | Reihenhaus, Vorhof                                            | č. NKP: 704-778/1 Stand des NKP: Name: KANÓNIA                    |
| BW   | Datei hochladen | Bedienstetenhaus mit Speicher(sk) ObjektID: 704-778/2         | Spišská Kapitula 5 Standort KG: Spišské Podhradie Konskr.Nr.: 657   | chodbový,radový; čeľadník a sýpka                           | Reihenhaus, Friseur und Getreidespeicher                      | č. NKP: 704-778/2 Stand des NKP: Name: DOM SLUŽOBNÍCTVA SO SÝPKOU |
|      | Datei hochladen | Befestigungsmauern mit Toren(sk) ObjektID: 704-778/3          | Spišská Kapitula 5 KG: Spišské Podhradie Konskr.Nr.: 657            | murovaný                                                    | Ziegel                                                        | č. NKP: 704-778/3 Stand des NKP: Name: MÚR OHRADNÝ S BRÁNOU       |
|      | Datei hochladen | KANÓNIA ObjektID: 704-3060/1                                  | Spišská Kapitula 6 KG: Spišské Podhradie Konskr.Nr.: 658            | sieňová,radová                                              | Reihenhaus, Vorhof                                            | č. NKP: 704-3060/1 Stand des NKP: Name: KANÓNIA                   |
| ja   | Datei hochladen | Befestigungsmauern mit Toren(sk) ObjektID: 704-3060/2         | Spišská Kapitula 6 Standort KG: Spišské Podhradie Konskr.Nr.: 658   | murovaný                                                    | Ziegel                                                        | č. NKP: 704-3060/2 Stand des NKP: Name: MÚR OHRADNÝ S BRÁNAMI     |
|      | Datei hochladen | Getreidespeicher(sk) ObjektID: 704-3060/3                     | Spišská Kapitula 6 KG: Spišské Podhradie Konskr.Nr.: 658            | murovaný; sypanec so suterénom čeladníku                    |                                                               | č. NKP: 704-3060/3 Stand des NKP: Name: SYPANEC                   |
|      | Datei hochladen | Scheune(sk) ObjektID: 704-3060/4                              | Spišská Kapitula 6 KG: Spišské Podhradie Konskr.Nr.: 658            | murovaná                                                    |                                                               | č. NKP: 704-3060/4 Stand des NKP: Name: STODOLA                   |
| ja   | Datei hochladen | KANÓNIA ObjektID: 704-777/0                                   | Spišská Kapitula 7 Standort KG: Spišské Podhradie Konskr.Nr.: 659   | prejazdová,radová                                           | Reihenhaus, Passage                                           | č. NKP: 704-777/0 Stand des NKP: Name: KANÓNIA                    |
| ja   | Datei hochladen | KANÓNIA ObjektID: 704-776/0                                   | Spišská Kapitula 8 Standort KG: Spišské Podhradie Konskr.Nr.: 660   | chodbová,radová; dom kaplánov,kostolníkov dom               | Reihenhaus, Küsterhaus                                        | č. NKP: 704-776/0 Stand des NKP: Name: KANÓNIA                    |
| ja   | Datei hochladen | Bischofspalast(sk) ObjektID: 704-2371/1                       | Spišská Kapitula 9 Standort KG: Spišské Podhradie Konskr.Nr.: 661   | solitér; biskupská rezidencia                               |                                                               | č. NKP: 704-2371/1 Stand des NKP: Name: PALÁC BISKUPSKÝ           |
|      | Datei hochladen | Gewächshaus(sk) ObjektID: 704-2371/2                          | Spišská Kapitula KG: Spišské Podhradie Konskr.Nr.:                  |                                                             |                                                               | č. NKP: 704-2371/2 Stand des NKP: Name: SKLENÍK                   |
|      | Datei hochladen | Park(sk) ObjektID: 704-2371/3                                 | Spišská Kapitula 0 KG: Spišské Podhradie Konskr.Nr.:                | francúzsky                                                  | französisch                                                   | č. NKP: 704-2371/3 Stand des NKP: Name: PARK                      |
| ja   | Datei hochladen | Festungstor(sk) ObjektID: 704-770/1                           | Spišská Kapitula 10 Standort KG: Spišské Podhradie Konskr.Nr.: 662  | vstupná; Horná brána západná                                | Oberes Tor West                                               | č. NKP: 704-770/1 Stand des NKP: Name: BRÁNA OPEVNENIA            |
| ja   | Datei hochladen | Festungstor(sk) ObjektID: 704-770/2                           | Spišská Kapitula 0 KG: Spišské Podhradie Konskr.Nr.: 653            | vstupná; Dolná brána východná                               | Unteres Tor Ost                                               | č. NKP: 704-770/2 Stand des NKP: Name: BRÁNA OPEVNENIA            |
| ja   | Datei hochladen | Burgmauer(sk) ObjektID: 704-770/3                             | Spišská Kapitula Standort KG: Spišské Podhradie Konskr.Nr.:         |                                                             |                                                               | č. NKP: 704-770/3 Stand des NKP: Name: MÚR HRADBOVÝ               |
| ja   | Datei hochladen | Burgmauer(sk) ObjektID: 704-770/4                             | Spišská Kapitula 1 Standort KG: Spišské Podhradie Konskr.Nr.: 653   | hradby                                                      |                                                               | č. NKP: 704-770/4 Stand des NKP: Name: MÚR HRADBOVÝ               |
| ja   | Datei hochladen | Kirche(sk) Kathedrale des heiligen Martin ObjektID: 704-782/0 | Spišská Kapitula 11 Standort KG: Spišské Podhradie Konskr.Nr.: 668  | r.k.sv.Martina; Katedrála                                   | römisch-katholische Kirche, Kathedrale des St. Martin         | č. NKP: 704-782/0 Stand des NKP: Name: KOSTOL                     |
| ja   | Datei hochladen | Seminar(sk) ObjektID: 704-771/0                               | Spišská Kapitula 12 KG: Spišské Podhradie Konskr.Nr.: 669           | r.k.,chodbový,nárožný; kňažský seminár                      | Eckhaus, römisch-katholisches Priesterseminar                 | č. NKP: 704-771/0 Stand des NKP: Name: SEMINÁR                    |
| BW   | Datei hochladen | KANÓNIA ObjektID: 704-775/1                                   | Spišská Kapitula 14 Standort KG: Spišské Podhradie Konskr.Nr.: 671  | sieňová,radová; cirkevný súd,prepoštstvo                    | Reihenhaus, Vorhof, Kirchengericht                            | č. NKP: 704-775/1 Stand des NKP: Name: KANÓNIA                    |
|      | Datei hochladen | Gesindehaus(sk) ObjektID: 704-775/2                           | Spišská Kapitula 14 KG: Spišské Podhradie Konskr.Nr.: 671           | sieňový,radový; čeľadník,hospodárska budova                 | Reihenhaus, Vorhof, Friseur, Nebengebäude                     | č. NKP: 704-775/2 Stand des NKP: Name: DOM SLUŽOBNÍCTVA           |
| ja   | Datei hochladen | Befestigungsmauern mit Toren(sk) ObjektID: 704-775/3          | Spišská Kapitula 14 KG: Spišské Podhradie Konskr.Nr.: 671           | murovaný                                                    |                                                               | č. NKP: 704-775/3 Stand des NKP: Name: MÚR OHRADNÝ S BRÁNAMI      |
| ja   | Datei hochladen | KANÓNIA ObjektID: 704-774/1                                   | Spišská Kapitula 15 Standort KG: Spišské Podhradie Konskr.Nr.: 672  | chodbová+prejazd,radová; Kolpingov dom                      | Reihenhaus, Passage, Kolpinghaus                              | č. NKP: 704-774/1 Stand des NKP: Name: KANÓNIA                    |
| ja   | Datei hochladen | Figurengruppe(sk) ObjektID: 704-774/2                         | Spišská Kapitula 15 KG: Spišské Podhradie Konskr.Nr.: 672           | Korunovanie P.M.                                            | Mariä Krönung                                                 | č. NKP: 704-774/2 Stand des NKP: Name: SÚSOŠIE-VSA                |
| BW   | Datei hochladen | KANÓNIA ObjektID: 704-773/1                                   | Spišská Kapitula 16 Standort KG: Spišské Podhradie Konskr.Nr.: 673  | sieňová,radová; pôsobisko Jozefa Špirku                     | Reihenhaus, Vorhof, hier arbeitete Joseph Spirk               | č. NKP: 704-773/1 Stand des NKP: Name: KANÓNIA                    |
|      | Datei hochladen | Gesindehaus(sk) ObjektID: 704-773/2                           | Spišská Kapitula 16 KG: Spišské Podhradie Konskr.Nr.: 673           | čeľadník                                                    | Friseur                                                       | č. NKP: 704-773/2 Stand des NKP: Name: DOM SLUŽOBNÍCTVA           |
|      | Datei hochladen | Befestigungsmauern mit Toren(sk) ObjektID: 704-773/3          | Spišská Kapitula 16 KG: Spišské Podhradie Konskr.Nr.: 673           | murovaný                                                    |                                                               | č. NKP: 704-773/3 Stand des NKP: Name: MÚR OHRADNÝ S BRÁNAMI      |
| ja   | Datei hochladen | Statue(sk) ObjektID: 704-773/4                                | Spišská Kapitula 16 KG: Spišské Podhradie Konskr.Nr.: 673           | sv.Michal archanjel                                         | St. Michael Erzengel                                          | č. NKP: 704-773/4 Stand des NKP: Name: SOCHA-VSA                  |
| ja   | Datei hochladen | KANÓNIA ObjektID: 704-772/1                                   | Spišská Kapitula 17 KG: Spišské Podhradie Konskr.Nr.: 674           | sieňová,radová                                              | Reihenhaus, Vorhof                                            | č. NKP: 704-772/1 Stand des NKP: Name: KANÓNIA                    |
| BW   | Datei hochladen | Gesindehaus(sk) ObjektID: 704-772/2                           | Spišská Kapitula 17 Standort KG: Spišské Podhradie Konskr.Nr.: 674  | čeľadník                                                    | Friseur                                                       | č. NKP: 704-772/2 Stand des NKP: Name: DOM SLUŽOBNÍCTVA           |
|      | Datei hochladen | Befestigungsmauern mit Toren(sk) ObjektID: 704-772/3          | Spišská Kapitula 17 KG: Spišské Podhradie Konskr.Nr.: 674           | murovaný                                                    |                                                               | č. NKP: 704-772/3 Stand des NKP: Name: MÚR OHRADNÝ S BRÁNAMI      |
| ja   | Datei hochladen | Glockenturm(sk) ObjektID: 704-3059/0                          | Spišská Kapitula 18 Standort KG: Spišské Podhradie Konskr.Nr.: 966  | murovaná; Hodinová veža,brána,poľ.kazat.                    |                                                               | č. NKP: 704-3059/0 Stand des NKP: Name: ZVONICA                   |
| ja   | Datei hochladen | Bürgerhaus(sk) ObjektID: 704-757/0                            | Starý jarok 39 Standort KG: Spišské Podhradie Konskr.Nr.: 629       | prejazdový,radový                                           | Reihenhaus, Passage                                           | č. NKP: 704-757/0 Stand des NKP: Name: DOM MEŠTIANSKY             |
| ja   | Datei hochladen | Bürgerhaus(sk) ObjektID: 704-758/0                            | Starý jarok 40 Standort KG: Spišské Podhradie Konskr.Nr.: 630       | prejazdový,radový                                           | Reihenhaus, Passage                                           | č. NKP: 704-758/0 Stand des NKP: Name: DOM MEŠTIANSKY             |
| ja   | Datei hochladen | Bürgerhaus(sk) ObjektID: 704-759/0                            | Starý jarok 41 Standort KG: Spišské Podhradie Konskr.Nr.: 631       | prejazdový,radový                                           | Reihenhaus, Passage                                           | č. NKP: 704-759/0 Stand des NKP: Name: DOM MEŠTIANSKY             |
| ja   | Datei hochladen | Bürgerhaus(sk) ObjektID: 704-10756/0                          | Starý jarok 42 Standort KG: Spišské Podhradie Konskr.Nr.: 632       | prejazdový,radový                                           | Reihenhaus, Passage                                           | č. NKP: 704-10756/0 Stand des NKP: Name: DOM MEŠTIANSKY           |
| BW   | Datei hochladen | Bürgerhaus(sk) ObjektID: 704-760/0                            | Starý jarok 43 Standort KG: Spišské Podhradie Konskr.Nr.: 633       | prejazdový,radový                                           | Reihenhaus, Passage                                           | č. NKP: 704-760/0 Stand des NKP: Name: DOM MEŠTIANSKY             |
| BW   | Datei hochladen | Bürgerhaus(sk) ObjektID: 704-761/0                            | Starý jarok 44 Standort KG: Spišské Podhradie Konskr.Nr.: 634       | prejazdový,radový; bývalá ev.a.v.fara                       | Reihenhaus, Passage, ehem. evangelische Pfarrei               | č. NKP: 704-761/0 Stand des NKP: Name: DOM MEŠTIANSKY             |
| BW   | Datei hochladen | Bürgerhaus(sk) ObjektID: 704-10888/0                          | Starý jarok 45 Standort KG: Spišské Podhradie Konskr.Nr.: 635       | prejazdový,nárožný                                          | Eckhaus, Passage                                              | č. NKP: 704-10888/0 Stand des NKP: Name: DOM MEŠTIANSKY           |
| BW   | Datei hochladen | Bürgerhaus(sk) ObjektID: 704-762/0                            | Starý jarok 47 Standort KG: Spišské Podhradie Konskr.Nr.: 637       | prejazdový,radový                                           | Reihenhaus, Passage                                           | č. NKP: 704-762/0 Stand des NKP: Name: DOM MEŠTIANSKY             |
| ja   | Datei hochladen | Bürgerhaus(sk) ObjektID: 704-763/0                            | Starý jarok 48 Standort KG: Spišské Podhradie Konskr.Nr.: 638       | sieňový+prejazdový,radový                                   | Reihenhaus, Passage, Vorhof                                   | č. NKP: 704-763/0 Stand des NKP: Name: DOM MEŠTIANSKY             |
| BW   | Datei hochladen | Bürgerhaus(sk) ObjektID: 704-10889/0                          | Starý jarok 49 Standort KG: Spišské Podhradie Konskr.Nr.: 639       | prejazdový,radový                                           | Reihenhaus, Passage                                           | č. NKP: 704-10889/0 Stand des NKP: Name: DOM MEŠTIANSKY           |
| BW   | Datei hochladen | Bürgerhaus(sk) ObjektID: 704-10757/0                          | Starý jarok 50 Standort KG: Spišské Podhradie Konskr.Nr.: 640       | prejazdový,radový                                           | Reihenhaus, Passage                                           | č. NKP: 704-10757/0 Stand des NKP: Name: DOM MEŠTIANSKY           |
| BW   | Datei hochladen | Bürgerhaus(sk) ObjektID: 704-10890/0                          | Starý jarok 51 Standort KG: Spišské Podhradie Konskr.Nr.: 641       | prejazdový,radový                                           | Reihenhaus, Passage                                           | č. NKP: 704-10890/0 Stand des NKP: Name: DOM MEŠTIANSKY           |
| BW   | Datei hochladen | Mautstation(sk) ObjektID: 704-2370/0                          | Štefánikova ul. 6 Standort KG: Spišské Podhradie Konskr.Nr.: 460    | jednopriestor.stredoveký dom                                | mittelalterliches Haus                                        | č. NKP: 704-2370/0 Stand des NKP: Name: STANICA MÝTNA             |
| BW   | Datei hochladen | Villa(sk) ObjektID: 704-11386/0                               | Štefánikova ul. 50 Standort KG: Spišské Podhradie Konskr.Nr.: 504   | solitér; vila továrnika Harmatu                             | Villa des Industriellen Harma                                 | č. NKP: 704-11386/0 Stand des NKP: Name: VILA                     |
| ja   | Datei hochladen | Synagoge(sk) ObjektID: 704-10945/0                            | Štefánikova ul. 78 Standort KG: Spišské Podhradie Konskr.Nr.: 532   | solitér                                                     |                                                               | č. NKP: 704-10945/0 Stand des NKP: Name: SYNAGÓGA                 |

## Legende
Die Tabelle enthält im Einzelnen folgende Informationen:
| Foto:                    | Fotografie des Denkmals. |
| Denkmal / č. ÚZPF:       | Die Übersetzung der Bezeichnung des Denkmals, wie sie vom Slowakischen Denkmalamt (Pamiatkový úrad Slovenskej republiky) verwendet wird. Die Originalbezeichnung ist unter dem Fragezeichen angegeben. Fehlt die Übersetzung, so wird die Originalbezeichnung direkt angezeigt. Weiters ist die Objekt-Identifikationsnummer (Objekt ID) angeführt. Sie ist die offizielle, in der Slowakei eindeutige Nummer č. ÚZPF inklusive der zugehörigen Zählnummer, wie sie in den Daten des Denkmalamtes angegeben wird. Da diese nur innerhalb eines Landkreises gezählt wird, ist dessen Nummer der Denkmalnummer vorangestellt. |
| Standort:                | Wenn in der Liste vorhanden, ist die Adresse angegeben. In Klammern kann sich noch eine zusätzliche Adresse befinden, wenn es beispielsweise ein Eckhaus ist. Bei freistehenden Objekten ohne Adresse (zum Beispiel bei Bildstöcken) ist eine Adresse angegeben, die in der Nähe des Objekts liegt. Durch Aufruf des Links Standort wird die Lage des Denkmals in verschiedenen Kartenprojekten angezeigt. Darunter sind die Katastralgemeinde (KG) und, wenn vorhanden, die Konskriptionsnummer (Konskr. Nr.) angegeben.                                                                                                   |
| Offizielle Beschreibung: | Es ist die Kurzbeschreibung auf Slowakisch, wie sie in den offiziellen Listen angegeben ist, eingetragen. |
| Beschreibung:            | Kurze Angaben zum Denkmal auf Deutsch. |
| Metadaten:               | Zusätzlich werden, wenn in den persönlichen Einstellungen das Helferlein Dauerhaftes Einblenden von Metadaten aktiviert ist, ebensolche angezeigt. |

- Karte mit allen Koordinaten:
- OSM |
- WikiMap